# Économie du Lot
 (mars 2019).
Cet article décrit l'économie du Lot, département français en région Occitanie.

## L'industrie
L'activité industrielle dans le Lot se polarise autour de quatre grands secteurs : la construction électrique (Cahors), l'aéronautique, la mécanique (Arc industriel Figeac/Saint-Céré), l'agro-alimentaire. L'organisation en réseaux de compétences permet aux entreprises lotoises de se positionner en partenaires dans les programmes de production nationaux les plus ambitieux. Le pôle mécanique fait preuve d'un savoir-faire reconnu et recherché dans le domaine des machines spéciales de production et de contrôle. Le pôle aéronautique (1 300 salariés) s'organise autour de Ratier-Figeac dont les équipements mécaniques et hydrauliques s'inscrivent dans les principaux programmes avioniques civil et militaire.
Ce partenariat actif résulte d'une stratégie clairement manifestée par les chefs d'entreprises : afficher la haute technicité de leurs compétences afin de conquérir les marchés porteurs, y compris à l'international. 

## L'agroalimentaire
Sur les terroirs lotois, riches en productions reconnues, l'excellence du goût est une valeur partagée par tous.
Qu'ils soient intégrés dans un processus industriel ou confectionnés dans un cadre artisanal, les produits du Lot portent la marque de la qualité et de l'authenticité.
Les confituriers lotois (Andros - Boin : 800 salariés) confortent leur place dans la production française en pratiquant une politique dynamique d'innovation-produit et d'offensive commerciale à l'export.
Dans le secteur agricole, les professionnels ont su s'organiser en filières modernes de production et de commercialisation, garantissant la traçabilité du produit, du producteur au consommateur.
Après les viticulteurs, détenteurs de l'AOC Cahors depuis 1971, les éleveurs d'ovins et caprins voient leurs efforts récompensés par le succès des procédures de labellisation, de même que les producteurs de noix.
L'élevage équin du lot est aussi très actif notamment avec les races anglo-arabe et pur sang arabe (très recherchés dans les émirats). De nombreux chevaux nés dans le lot ont brillé en compétition sportive et en course en France ou à l'étranger. Le Lot voit tous les ans à Montcuq se dérouler une des courses d'endurance équestre les plus réputées avec les 2x100 km, épreuve classée internationale[réf. nécessaire].
Il convient de ne pas oublier l'activité des métiers de bouche et de la restauration, qui s'inspire également d'une tradition gastronomique dont la réputation n'est plus à faire.

## L'artisanat
L'artisanat lotois est un secteur prépondérant pour l'économie du département si l'on en juge par l'importance de la population concernée : un actif sur cinq travaille dans une entreprise artisanale.
Les initiatives développées par les artisans sont pour le moins originales. Ainsi, par exemple le succès rencontré par la Route des Métiers d'Art participe à une redynamisation de ces métiers en même temps qu'à une promotion du département. Près de 50 artisans d'art sont adhérents de cette démarche collective de promotion et de valorisation de l'artisanat sur le département.

## Les services
Créée en 2019 à Cambes, la société coopérative d’intérêt collectif Railcoop ambitionne, dans le cadre de l'ouverture à la concurrence du marché du transport ferroviaire, de faire rouler des trains de marchandises mi-2021 et de voyageurs mi-2022. Son premier projet d’ampleur est le rétablissement d’une liaison ferroviaire directe entre Bordeaux et Lyon.

## Le tourisme
Le tourisme est l’un des secteurs phares de l’économie du Lot. Riche de ses grands sites d’exception (Rocamadour, Saint-Cirq-Lapopie, etc), de son patrimoine (châteaux, caselles, grottes, etc),  de ses activités de pleine nature (randonnées, baignade en rivière, canoé, spéléologie, etc) et de sa gastronomie (safran, truffes, noix, melons…) il attire chaque année de nombreux touristes. Le tourisme devient donc un enjeu essentiel pour l’économie lotoise. Chaque année, se sont plus de 2,5 millions de visiteurs au sein du département.

## Le Lot recrute
Plus de 10 000 offres d’emploi ont été recensées en 2021. Dans tous les secteurs, un grand nombre de postes sont à pourvoir et de nombreuses activités à reprendre. Pour aider les salariés et les entrepreneurs à s’installer dans le Lot, le Département du Lot a mis en place un dispositif d’accompagnement : le réseau accueil « Oh my Lot ! ». Il accompagne les porteurs de projet tout au long de leur parcours.